# Castello di Kremenec'
Il castello di Kremenec' (in ucraino Кременецький замок?; in lituano Kremenecio pilis; in polacco zamek w Krzemieńcu) è una costruzione difensiva situata nella città di Kremenec', nell'oblast' di Ternopil, in Ucraina. Il castello venne costruito con delle pietre calcaree in cima a una ripida collina. Il dongione si trovava sul suo lato occidentale e le sue dimensioni erano pari a 65 m in termini di larghezza, 135 m invece di lunghezza. Tutta la costruzione era circondata da un alto muro di pietra, mentre nei primi anni del XIII secolo venne impiegato il legno come materiale da costruzione.

## Storia
Il castello si attirò la fama di roccaforte inespugnabile e venne gestito da numerosi proprietari illustri, tra cui:
- Il re ungherese Andrea II nel 1226;
- Batu Khan nel 1240-1241. Il castello di Kremenec' fu uno dei pochi a sopravvivere alle incursioni delle orde mongole nelle terre della Rus' di Kiev
- Kuremsa, un tumen di Batu Khan, nel 1255;
- Nel 1261, la fortezza fu demolita per ordine di Vasylko Romanovič, il feudatario locale, su richiesta di Boroldai, generale mongolo. Il castello fu nuovamente ricostruito dai proprietari Liubartas, Vitoldo e Švitrigaila;
- Nel 1569, la struttura divenne di proprietà della regina Bona Sforza, con una serie di ristrutturazioni compiute in uno stile architettonico rinascimentale;
- Nel 1648, il bastione del maresciallo fu catturato da squadroni di cosacchi dopo un assedio durato da sei settimane. A guidare l'attacco era stato il comandante cosacco Maksym Kryvonis.

## Galleria d'immagini

Panoramiche del castello
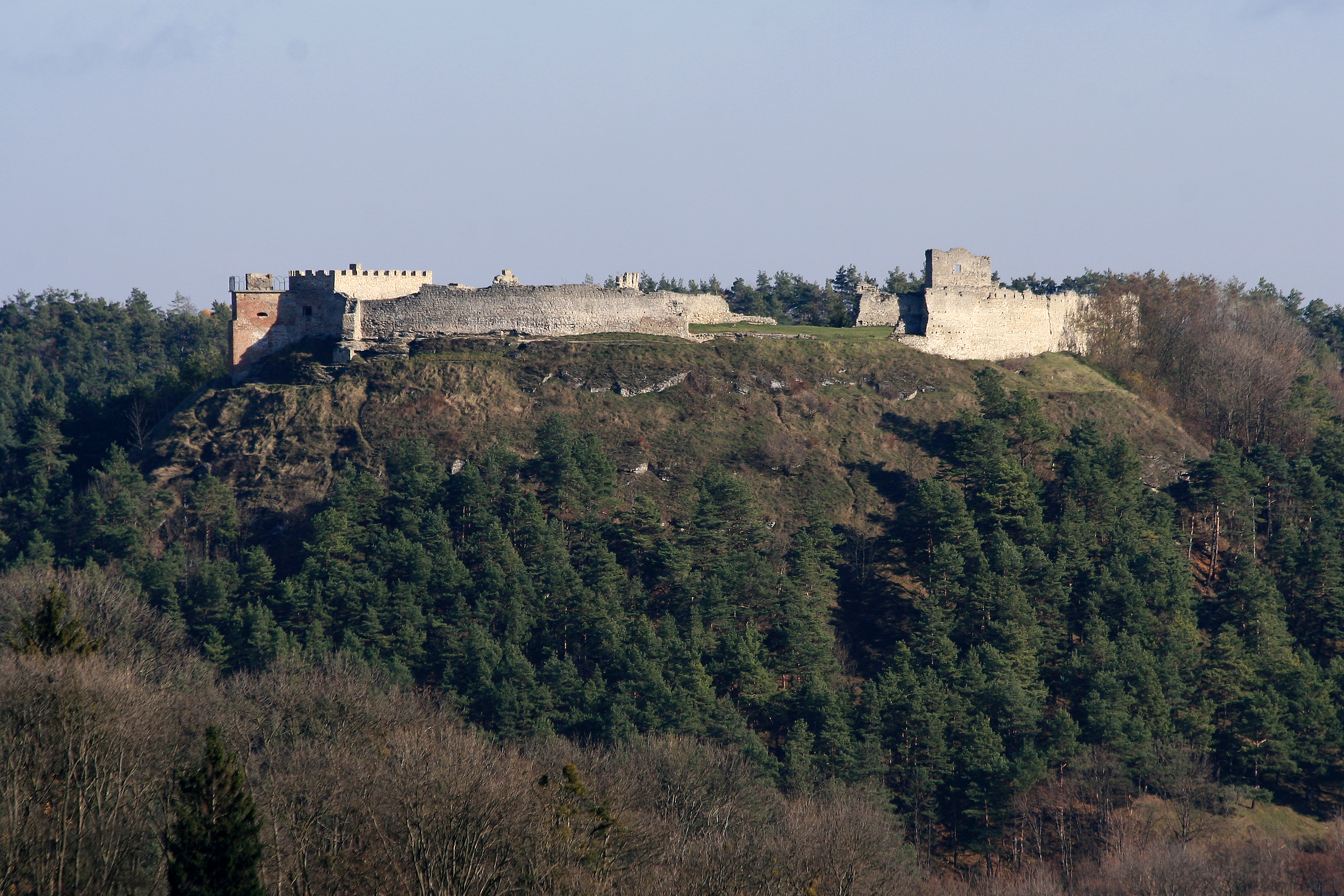
a
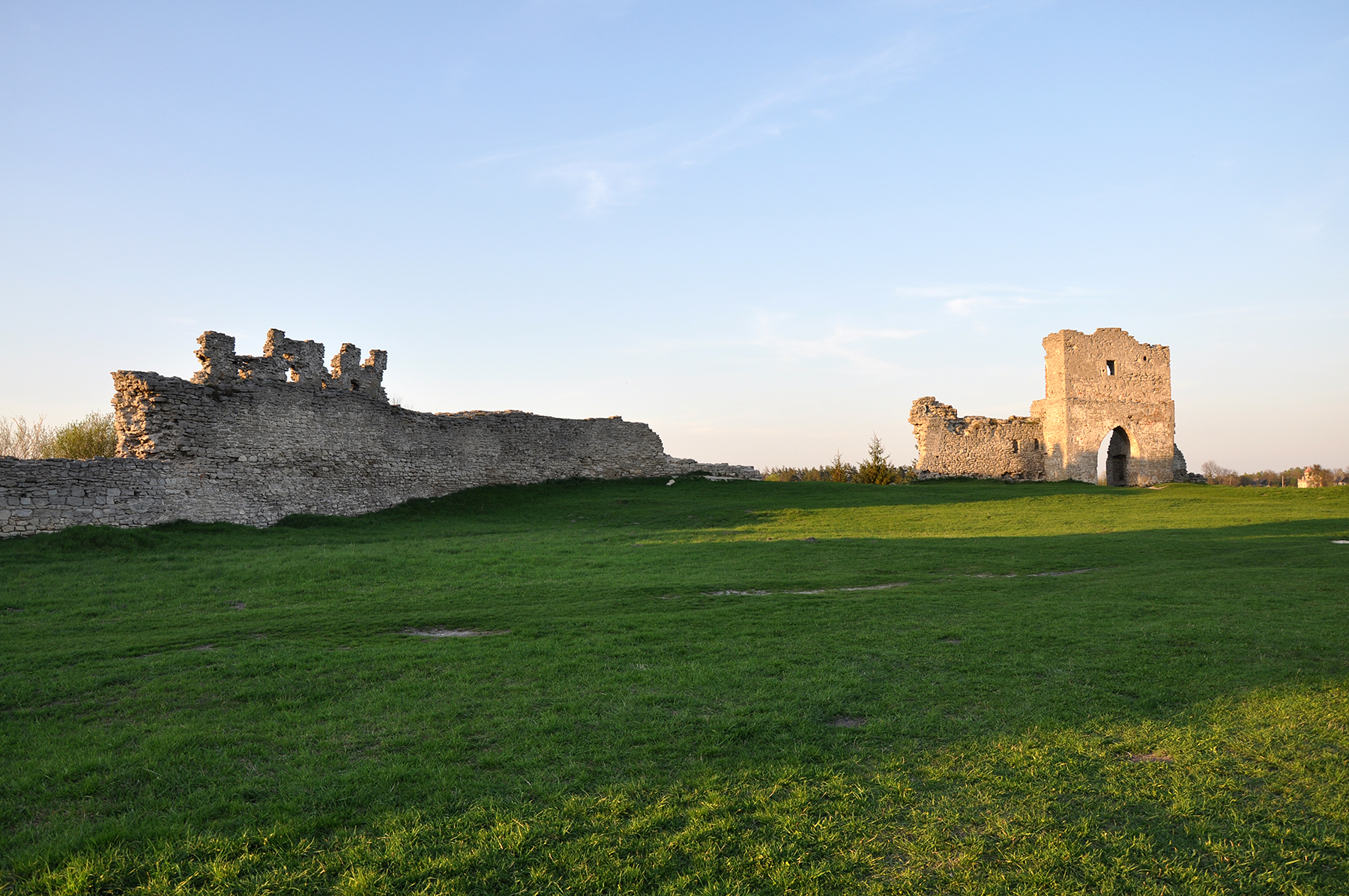
b
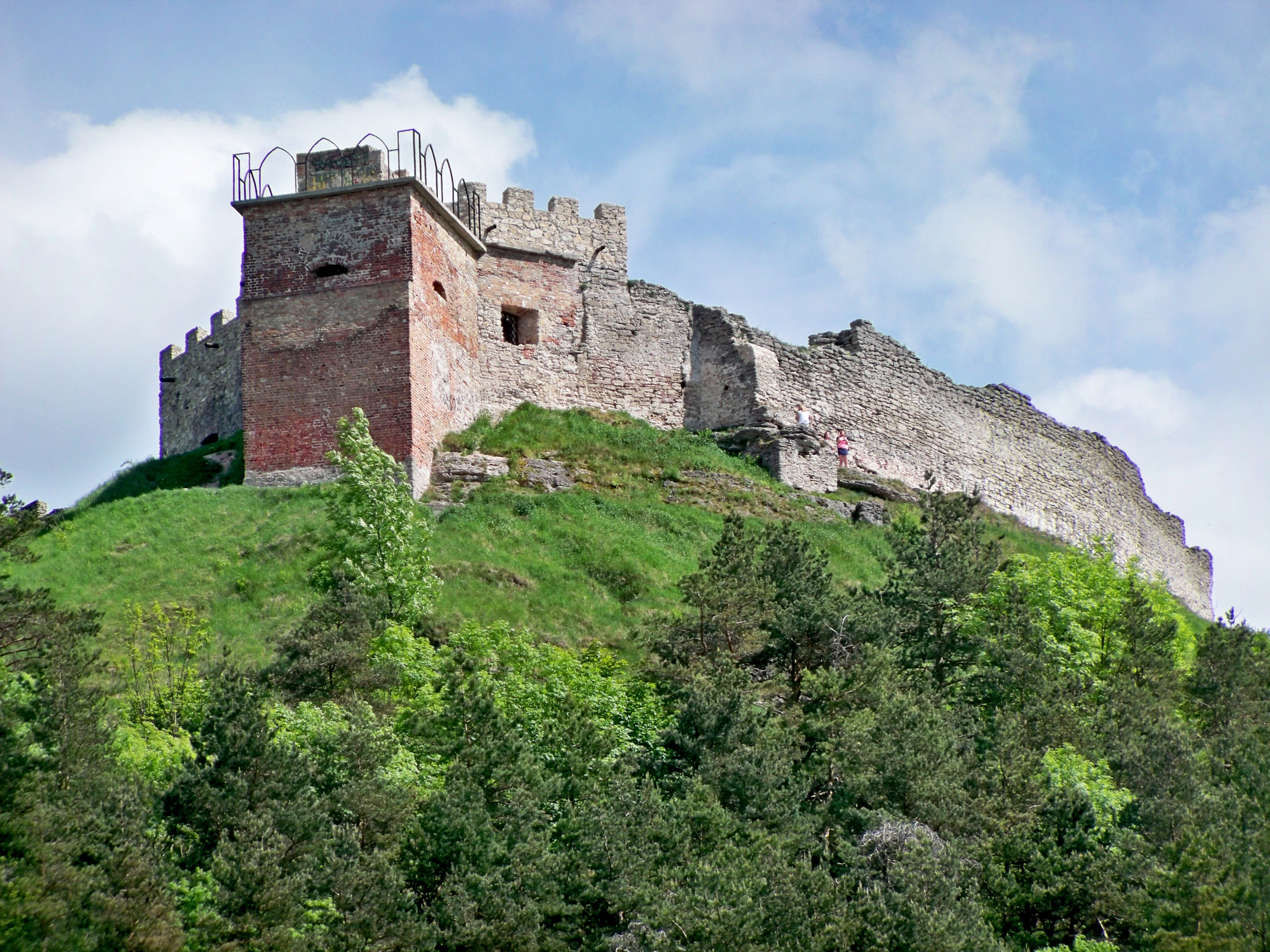
c
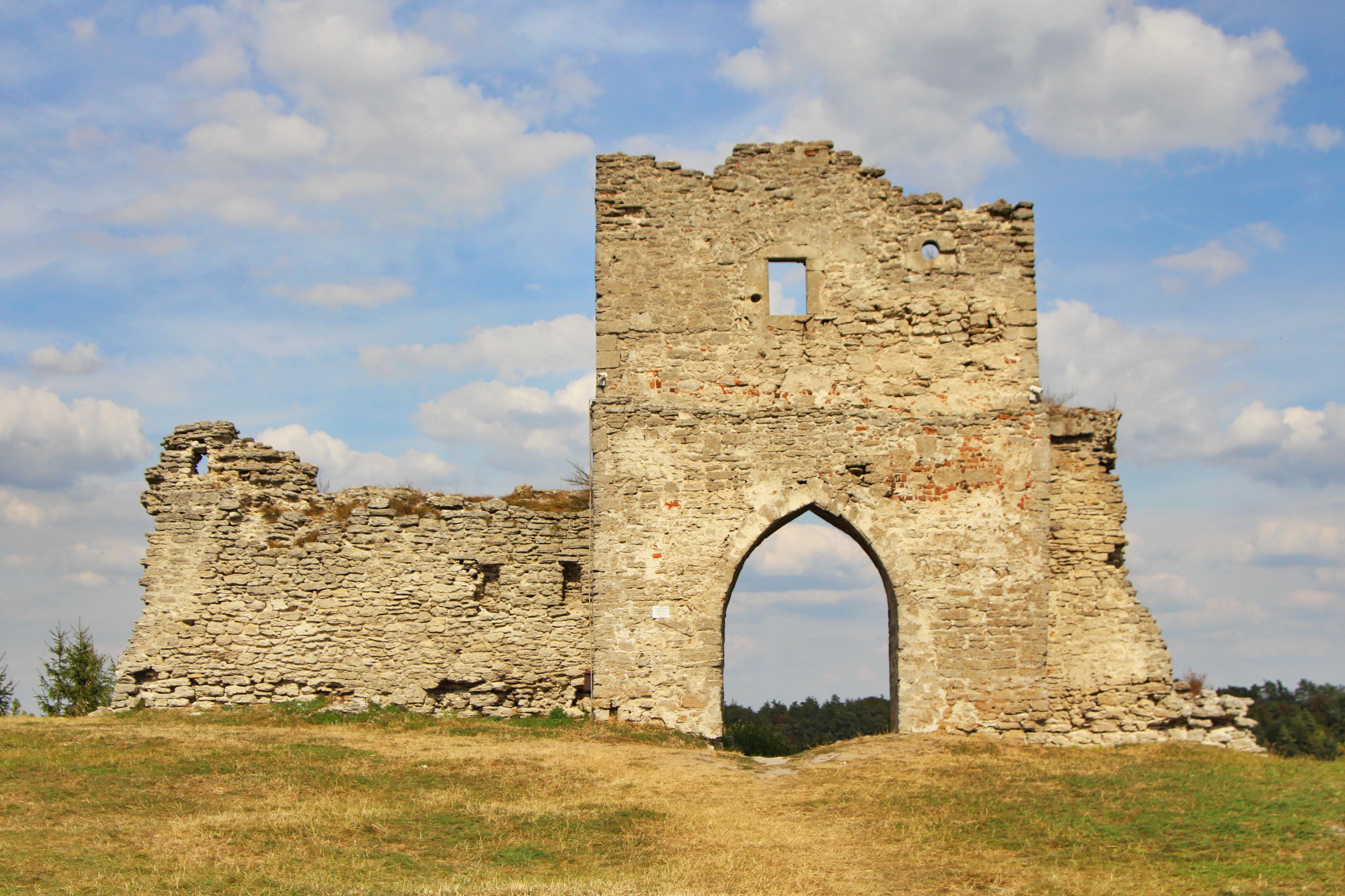
d
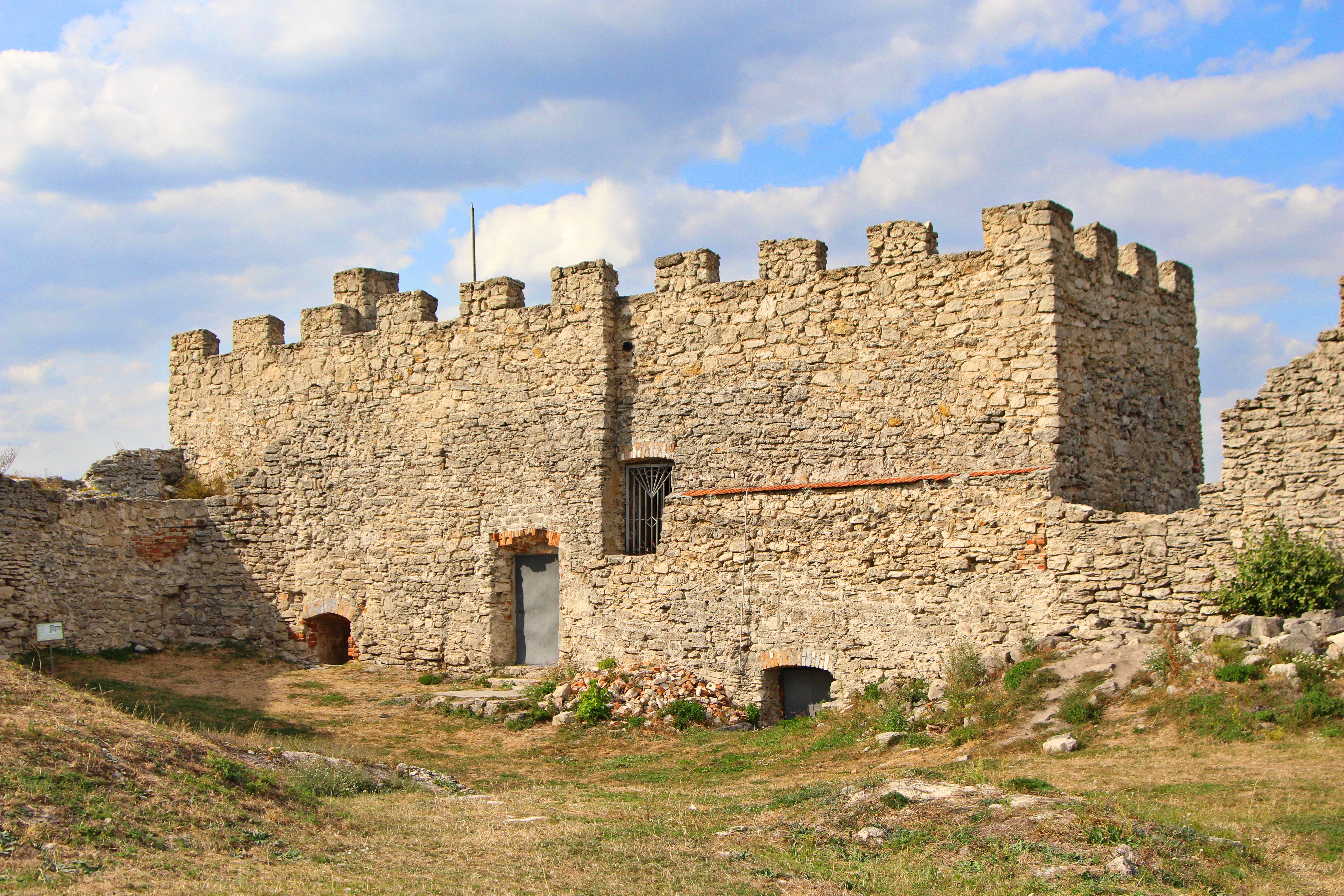
e
f
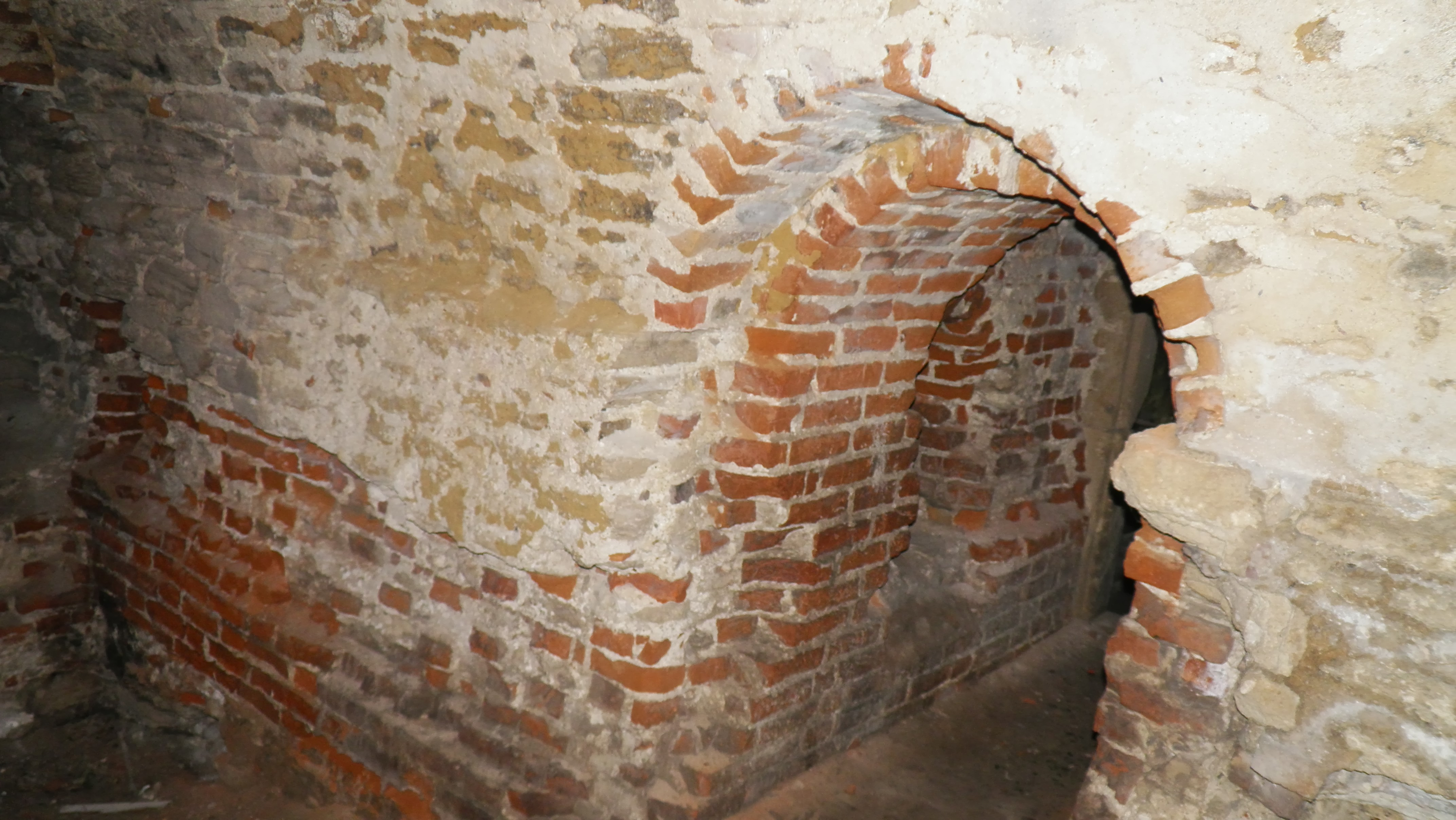
g
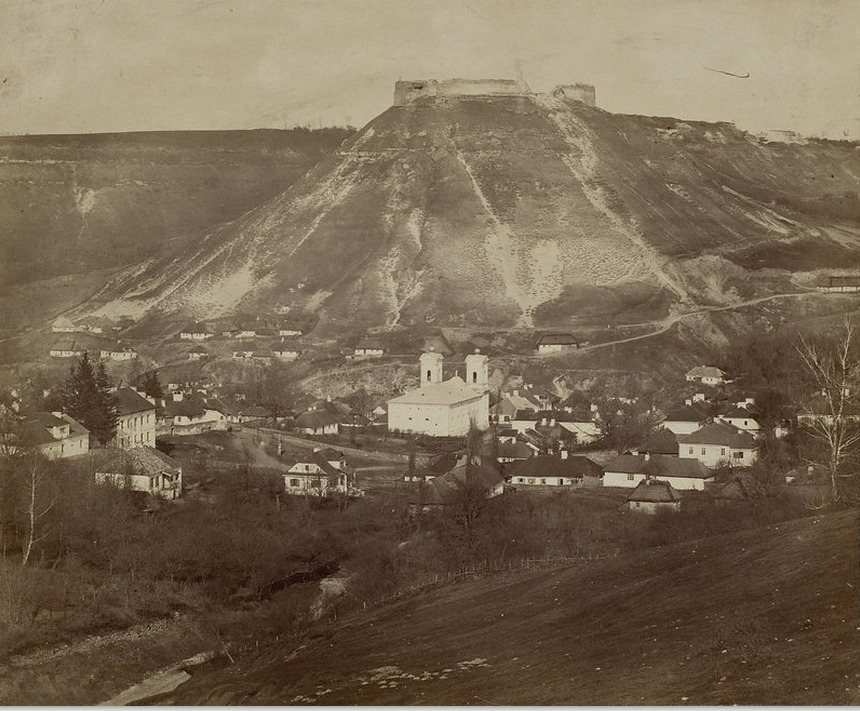
h
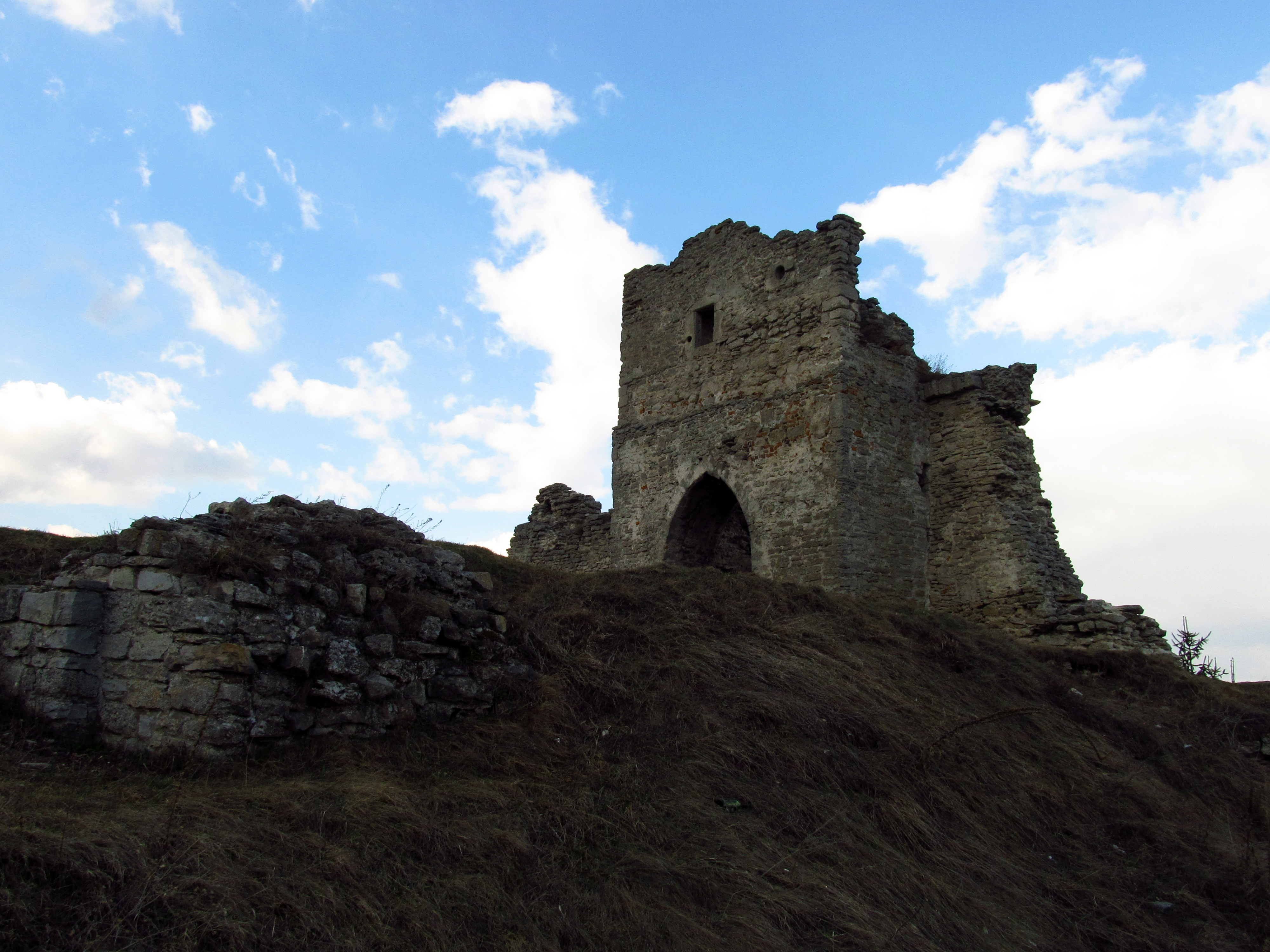
i
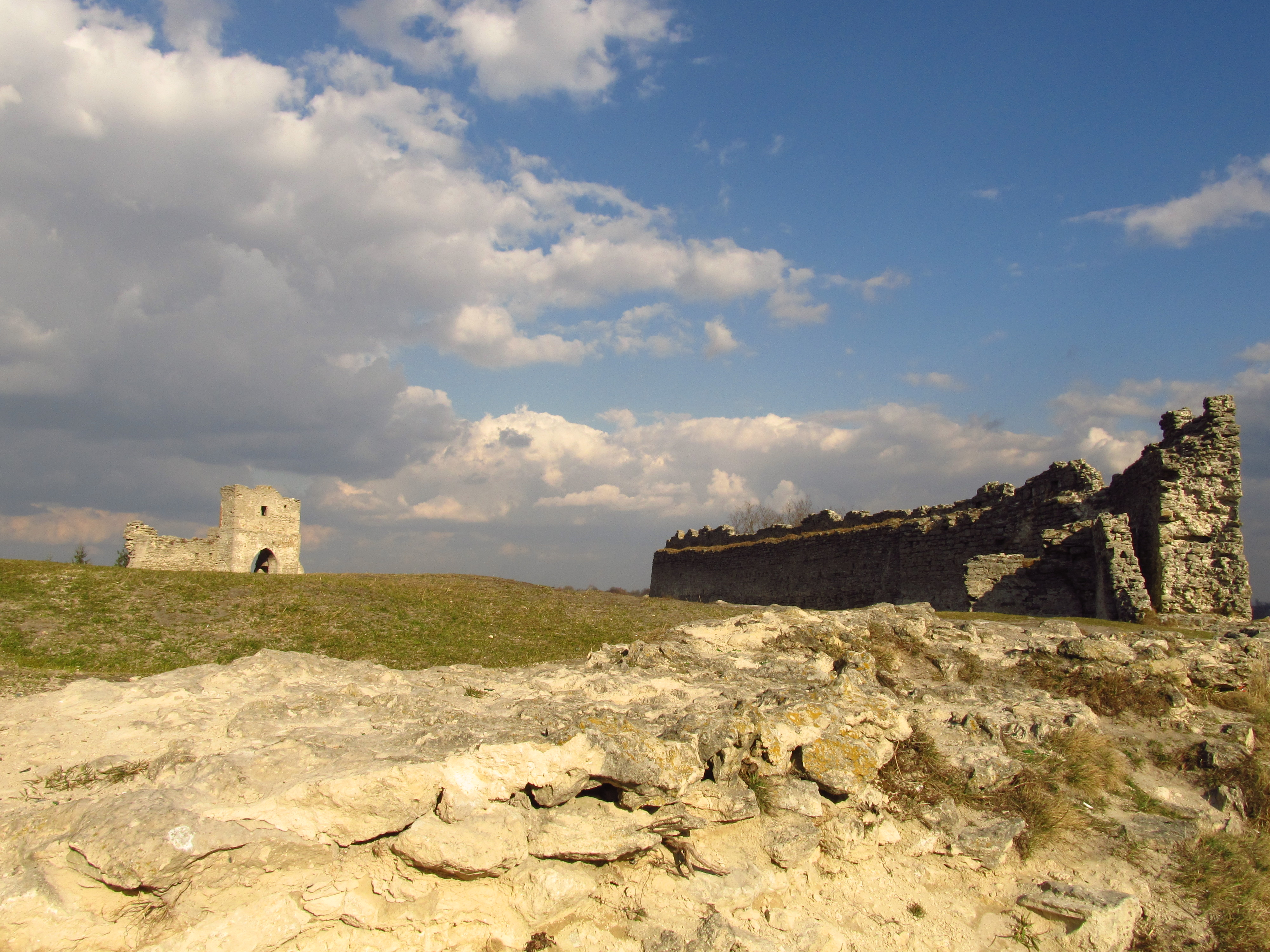
j
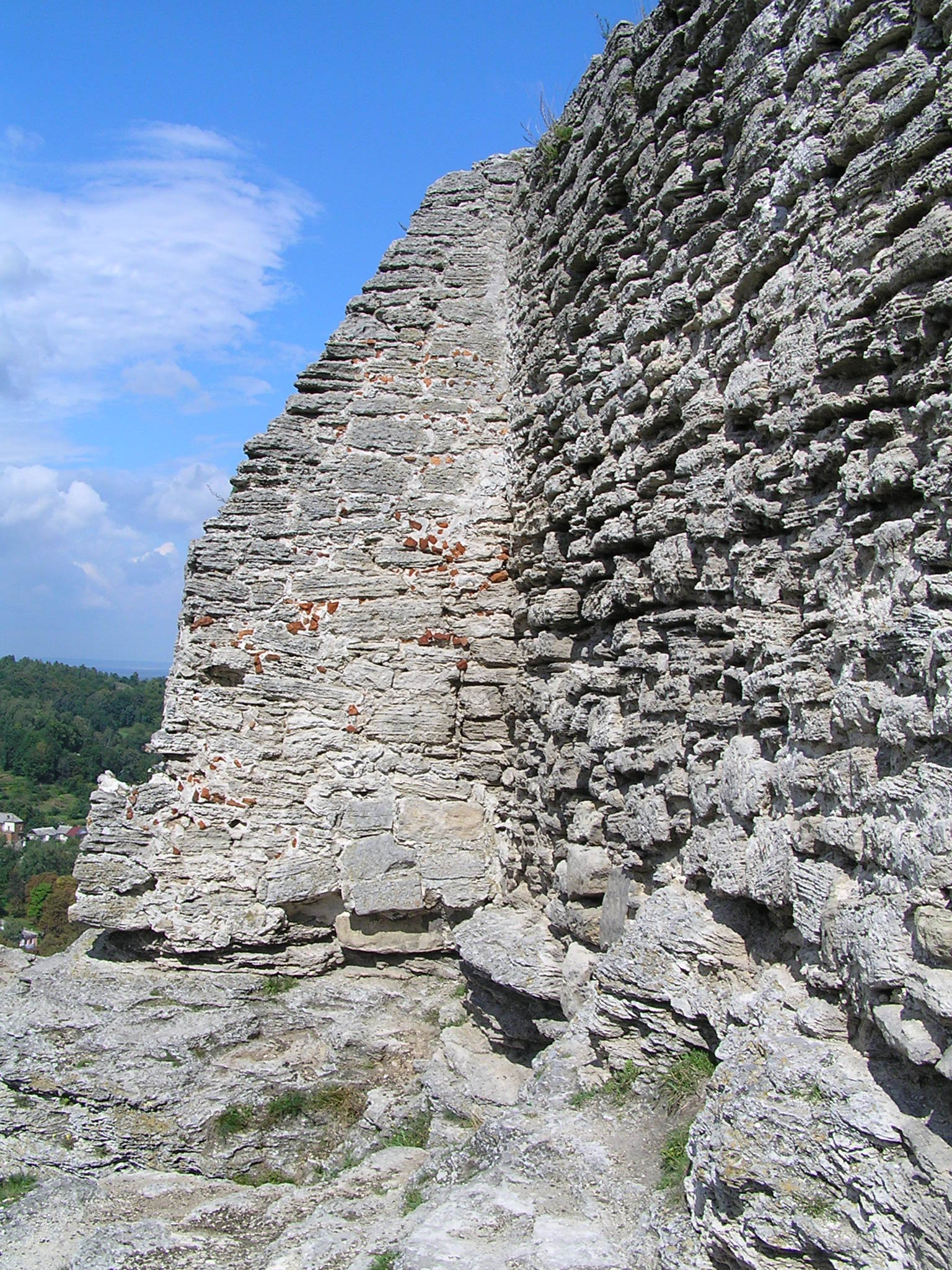
k
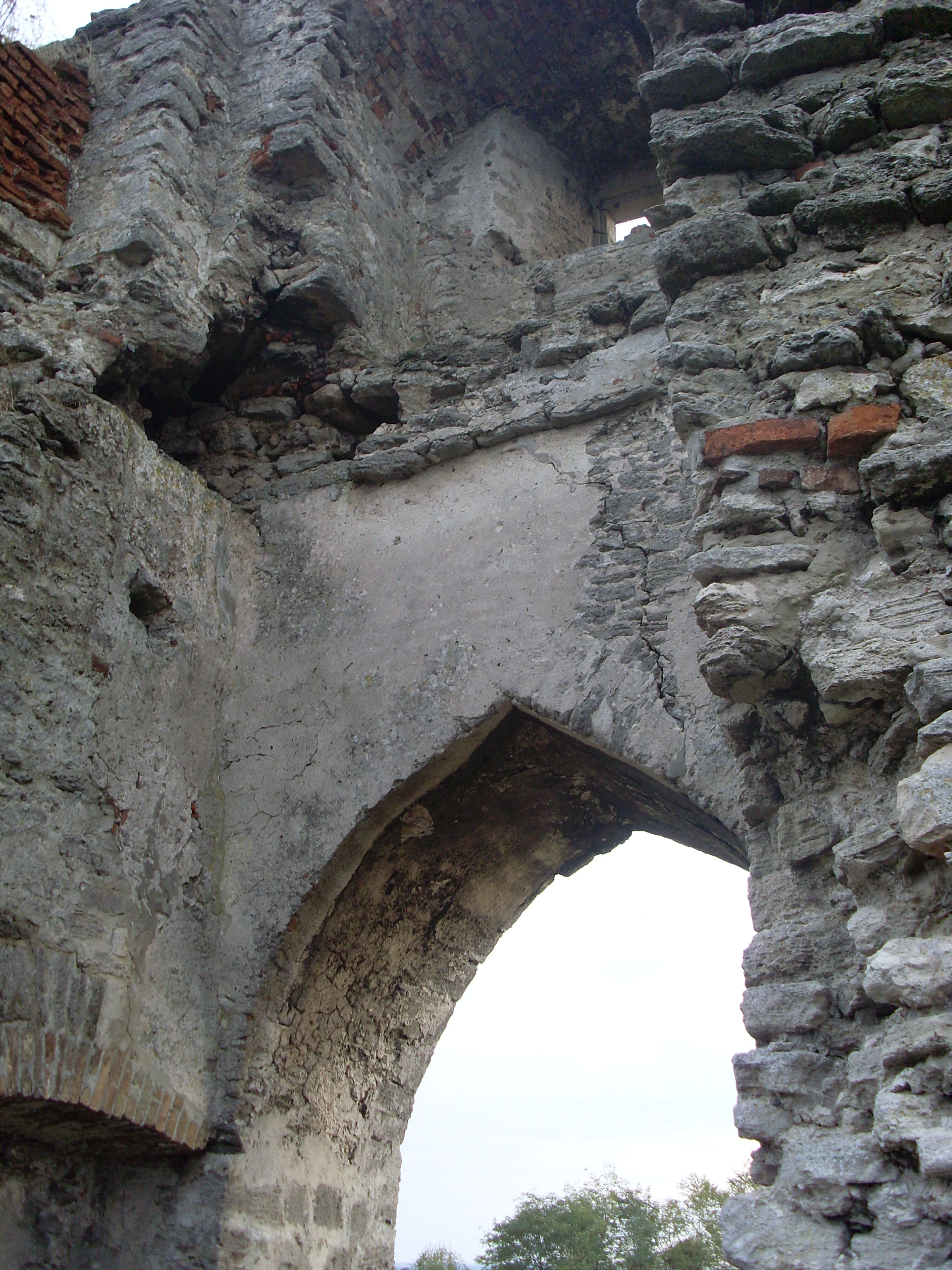
l
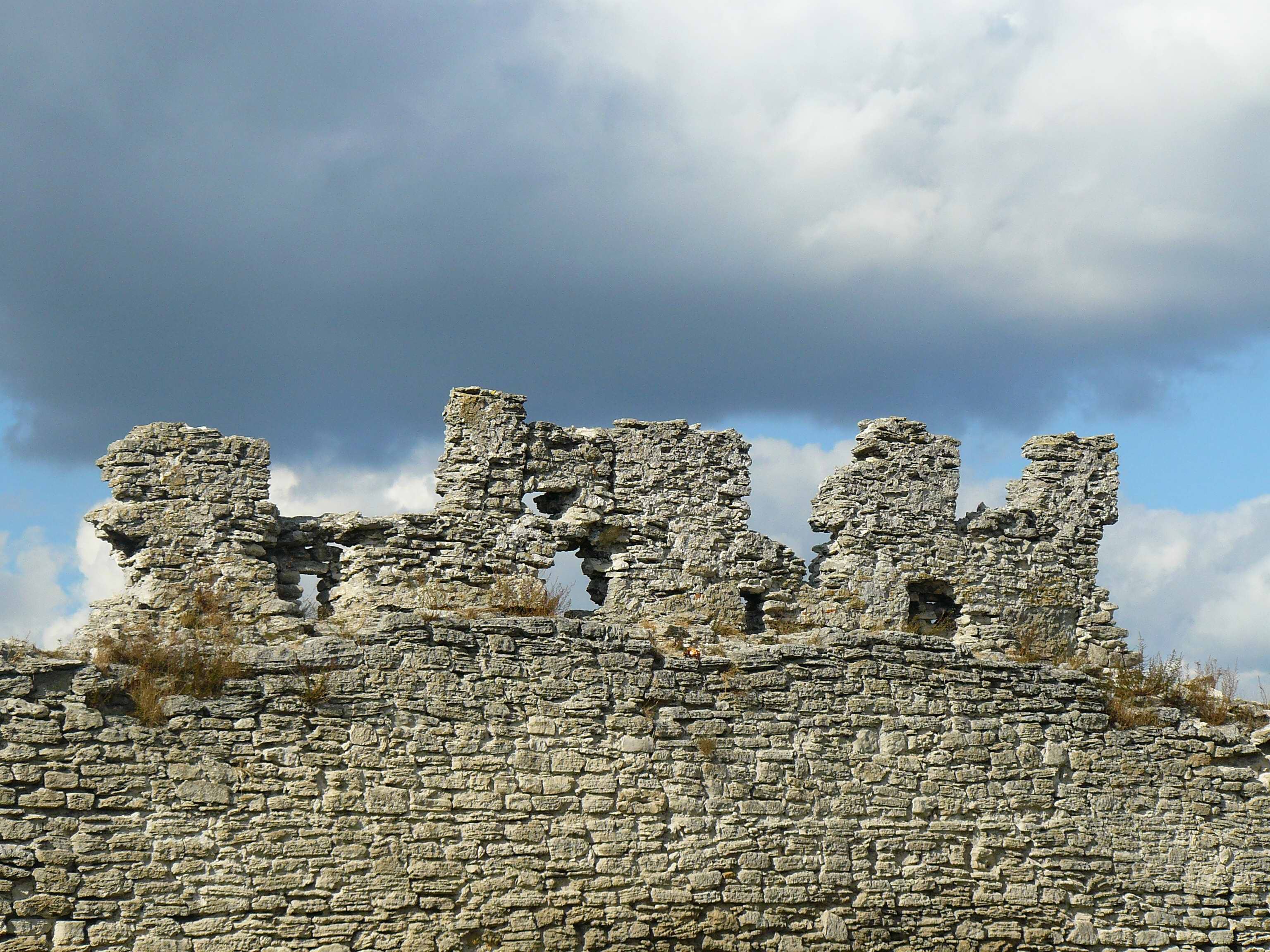
m
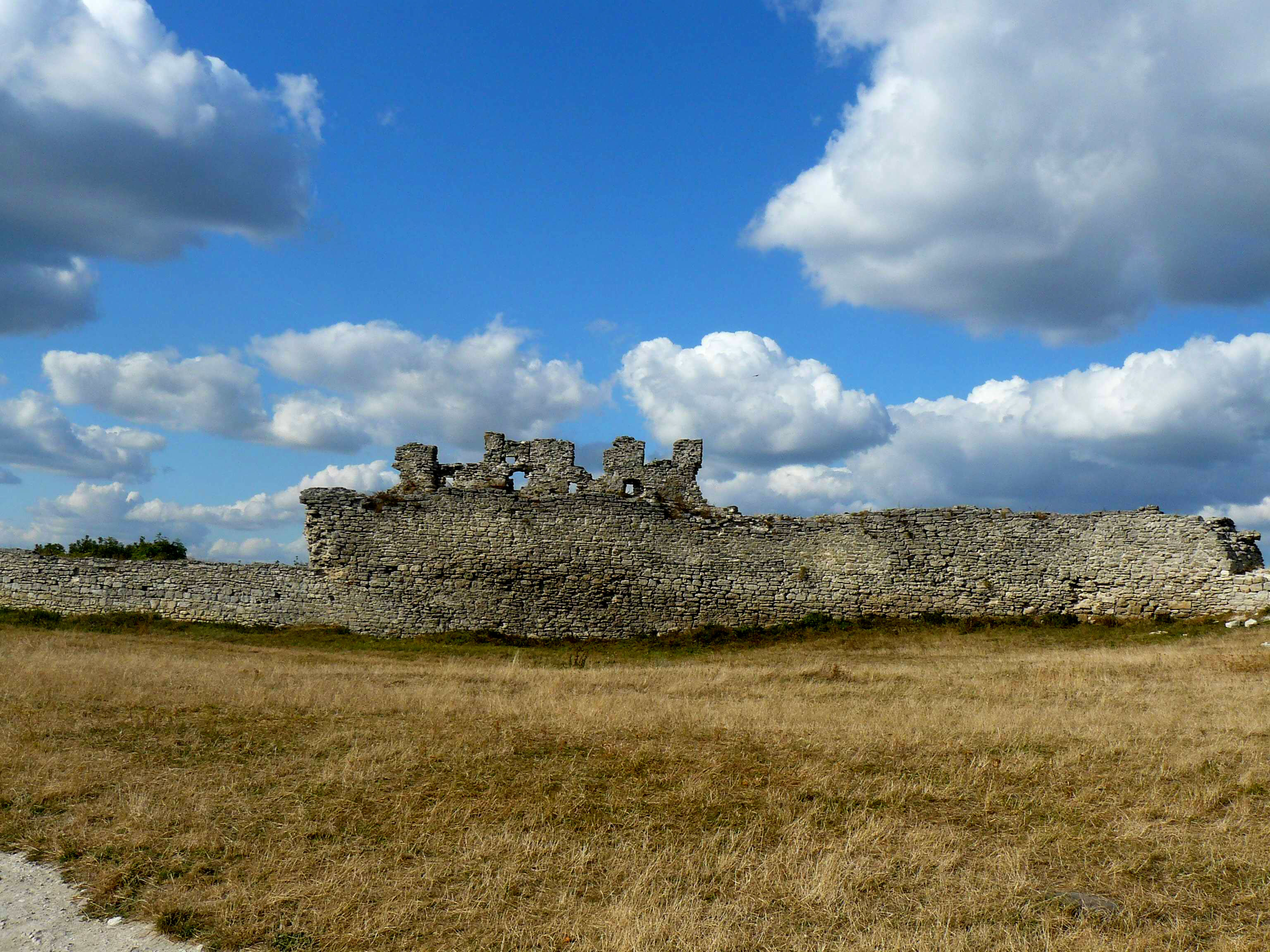
n
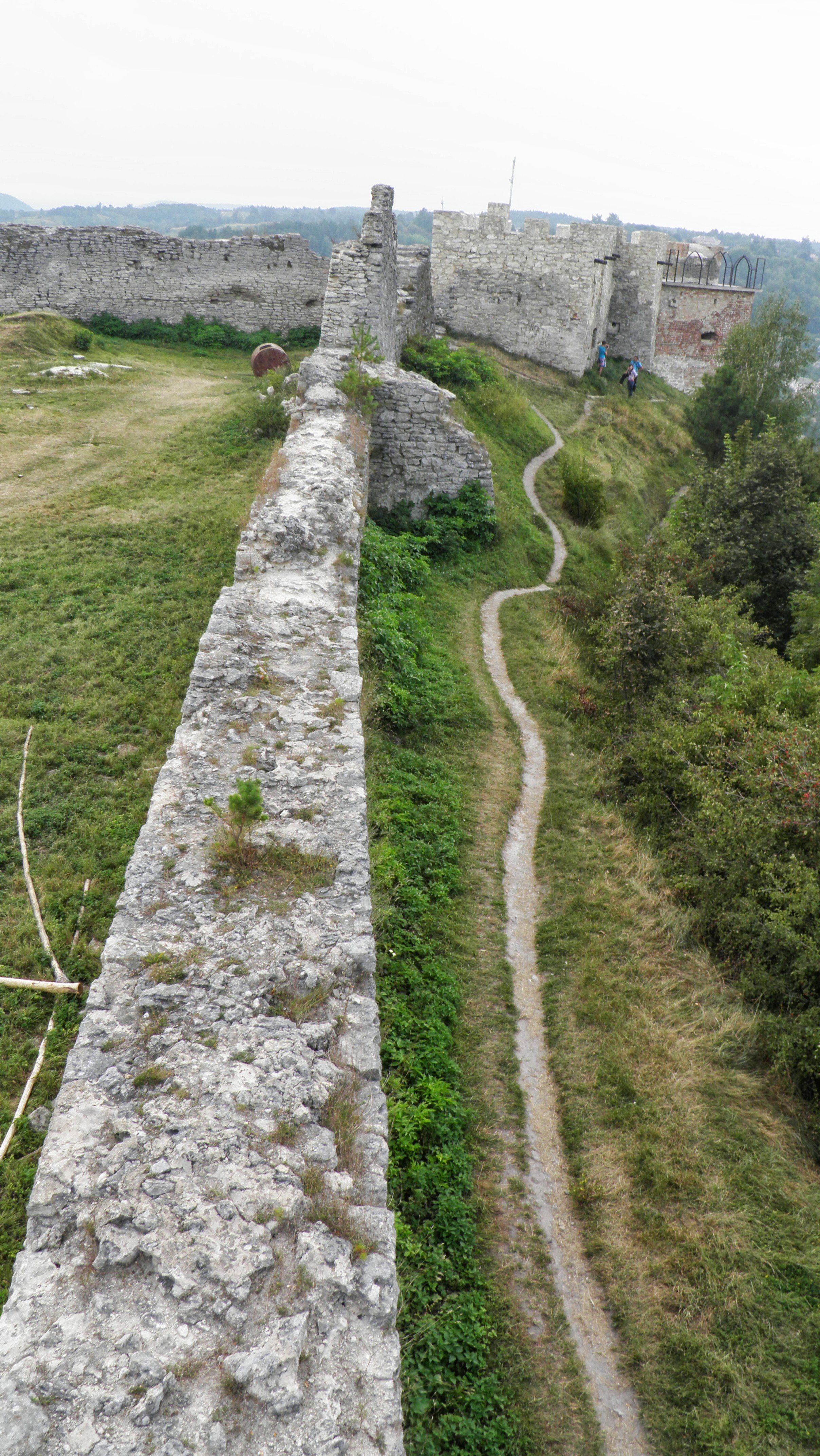
o